# Egged
La Coopérative d'autobus Egged (אגד) est la plus grande société d'autobus en Israël, et la deuxième plus grande au monde après celle bus londoniens. Coopérative possédée par ses membres, Egged emploie 6 117 personnes et possède 3 303 autobus qu'elle utilise sur plus de 1 038 itinéraires et 3 984 itinéraires alternatifs partout en Israël. Elle réalise 44 957 voyages journaliers, transportant environ un million de passagers sur plus de 810 519 kilomètres de routes. Les itinéraires d'autobus d'Egged atteignent la plupart des localités, kibboutzim, moshavim et villes en Israël. Egged assure également les transports urbains dans la plupart des villes israéliennes[réf. nécessaire].

## Historique
Egged a été créé en 1933 par une fusion de quatre coopératives d'autobus. En 1951, elle se rapproche avec la société d'autobus septentrionale de Shahar et la compagnie d'autobus méridionale de Drom Yehuda, pour créer un réseau public national de transport. Après la guerre des Six Jours, Egged a fusionné avec la société d'autobus de Hamekasher de Jérusalem.
Le nom d'Egged (אגד = union) a été donné à la coopérative par le poète israélien Chaim Nachman Bialik, en référence à la fusion originale.

Pendant les guerres israélo-arabes de 1956, 1967 et 1973, des autobus d'Egged et des conducteurs ont aidé à renforcer les services de la logistique de l'armée israélienne (Tsahal) ; ils ont notamment transporté des soldats, des matériels et de la nourriture vers les théâtres d'opérations de combat. La plus forte mobilisation des personnels eut lieu en 1973 lors de la guerre du Kippour, où de nombreux bus servirent à transporter des réservistes avec armes et munitions dans le délai de 48 heures, pour se rendre au plus vite sur le front du Golan, face aux offensives de l'armée syrienne et également pour renforcer les unités déjà présentes de Tsahal, opposées aux attaques de l'armée égyptienne, dans la zone du canal de Suez.

## La flotte
La flotte d'autobus d'Egged inclut une grande variété de modèles, Mercedes-Benz, Volvo et MAN, y compris des versions à l'épreuve des balles utilisées la plupart du temps pour les voyages en Judée et en Samarie (Cisjordanie).
[Quand ?]Egged vend des anciens bus Mercedes O405 Merkavim-Ha'argaz au réseau de bus de Varna en Bulgarie dont cinq ont été vendus au réseau de transport de Roussé en Bulgarie ainsi que 18 bus Mercedes O405 Merkavim-Ha'argaz au réseau de bus d'Izabelin en Pologne.

## Galerie photos

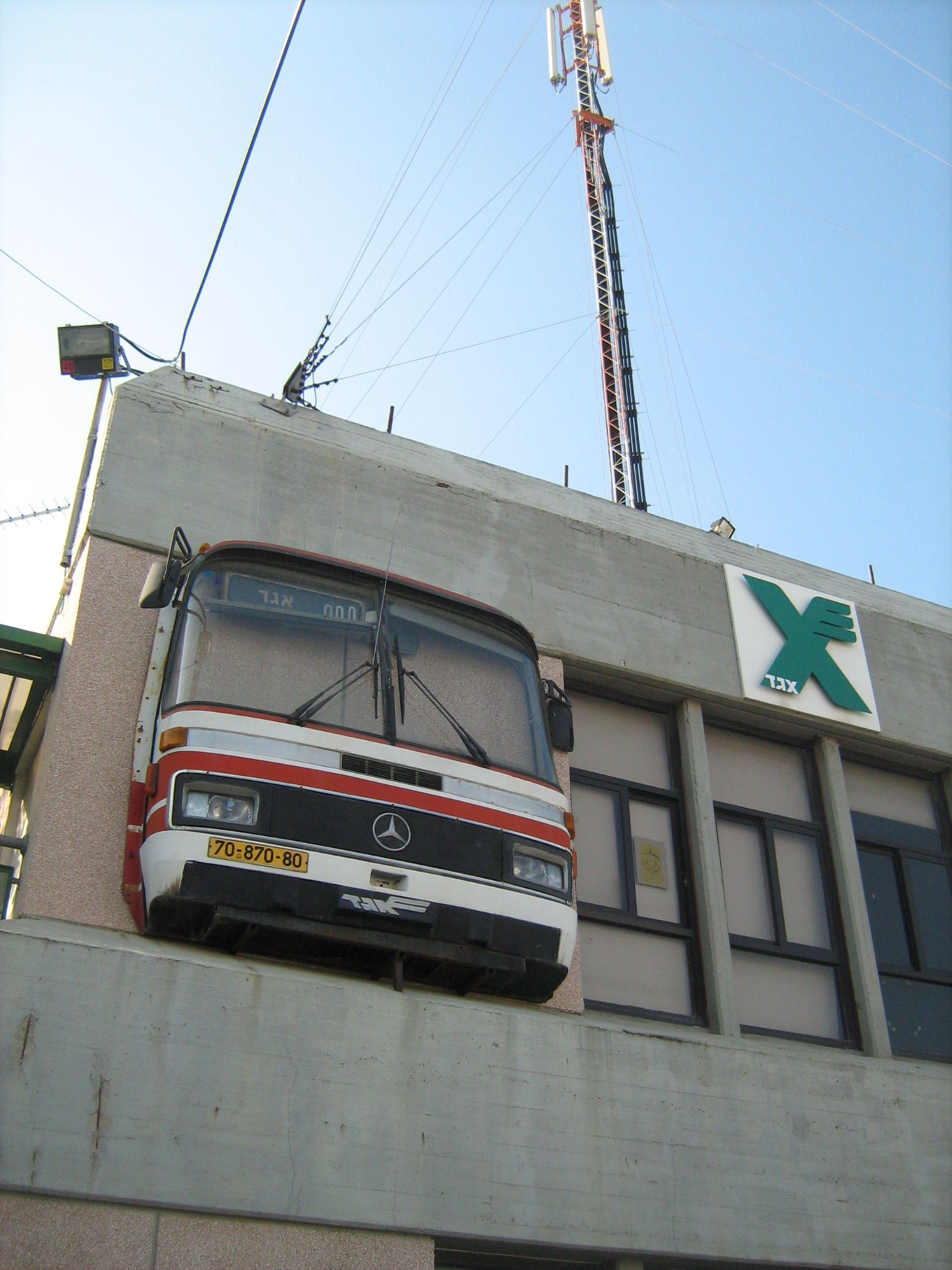
Ornement du siège de l'entreprise
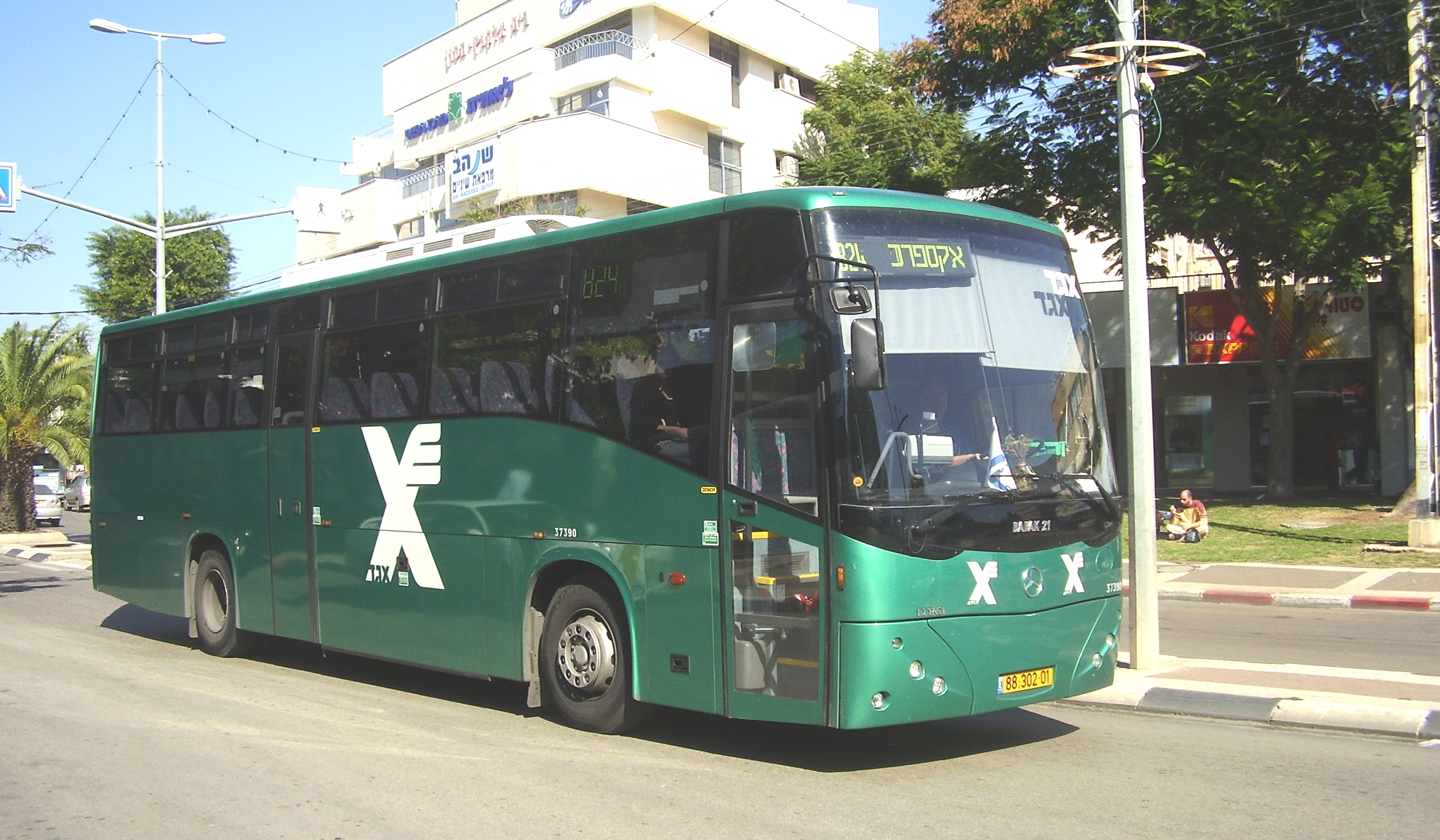
Un bus "aux couleurs" de Egged
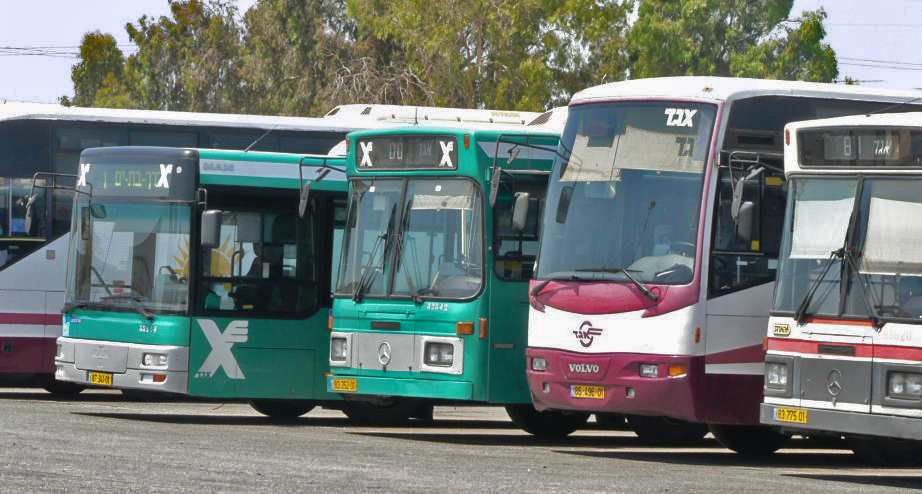
Différents types de bus Egged
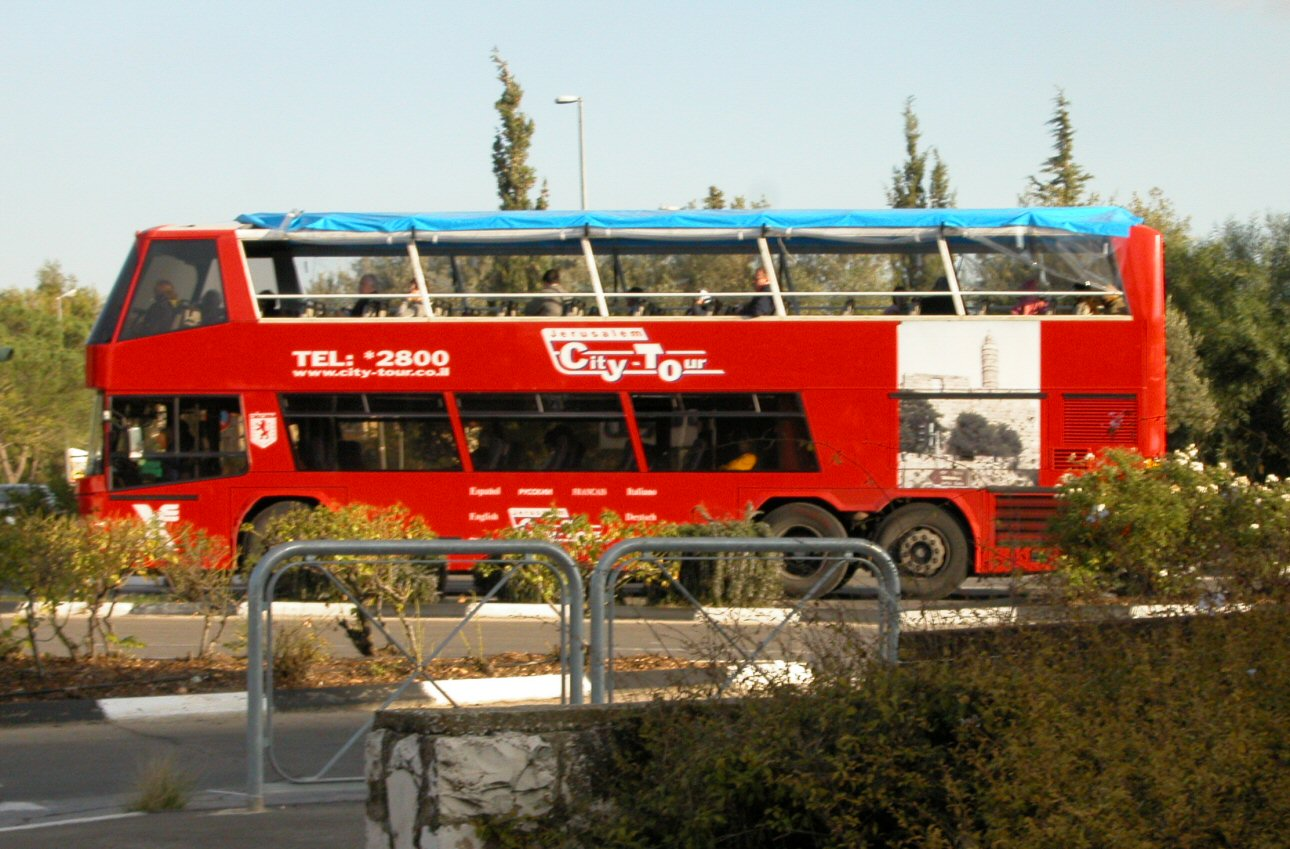
Le Bus 99 (Jérusalem)